# Тырновци (Силистренская область)
Тырновци (болг. Търновци) — село в Болгарии. Находится в Силистренской области, входит в общину Тутракан. Население составляет 465 человек.

## Политическая ситуация
В местном кметстве Тырновци, в состав которого входит Тырновци, должность кмета (старосты) исполняет Севим Еюб Кязим (Движение за права и свободы (ДПС)) по результатам выборов правления кметства.
Кмет (мэр) общины Тутракан — Георги Димитров Георгиев (Болгарская социалистическая партия (БСП)) по результатам выборов в правление общины.